# Queen of Outer Space
Queen of Outer Space is een Amerikaanse sciencefictionfilm uit 1958. Voor een film uit de jaren vijftig is deze behoorlijk erotisch getint.

## Verhaal
De film speelt in het jaar 1985. Kapitein Neal Patterson vertrekt samen met drie mannen met een raket naar de planeet Mars. Onderweg komen ze eerst langs een ruimtestation maar voordat ze daar kunnen aanleggen wordt het station vernietigd door een geheimzinnige laserstraal. Om zelf aan de laser te ontsnappen vliegen ze er met maximale snelheid vandoor. De bemanning raakt bewusteloos om vervolgens neer te storten op de planeet Venus.
Venus blijkt in tegenstelling tot wat tot dan toe werd aangenomen bewoond te zijn, maar alleen door jonge sexy vrouwen. De bemanning wordt gevangengenomen en in het koninklijk paleis worden ze geconfronteerd met de gemaskerde koningin Yllana. Zij heeft alle mannen op de planeet laten uitroeien omdat zij het mannelijke geslacht haat.
De drie mannen besluiten dat de koningin vast wel een zwakke plek heeft voor mannen en dat Neal haar moet versieren. Neal wordt naar de koningin gestuurd en zij vertelt hem dat zij de laserstraal heeft laten bouwen en dat deze nu sterk genoeg is om de Aarde te vernietigen. Neal neemt haar masker af en ziet dat haar gezicht zwaar verminkt is. Nu blijkt waarom ze alle mannen haat. De verminking is veroorzaakt door een ongeluk met radioactief materiaal,veroorzaakt door een man, en nu kan geen enkele man meer van haar houden. Ook Neal blijkt dit niet te kunnen.
De mannen worden echter geholpen door een verzetsbeweging, geleid door Talleah. Zij haat de koningin en wil dat er weer mannen worden toegelaten op de planeet. De groep ontsnapt en weet, via een tunnel onder de jungle, het laserapparaat te bereiken. Eenmaal bij de machine worden ze weer opgepakt. Koningin Yllana gaat nu de Aarde vernietigen met de laser. De machine is echter gesaboteerd en vliegt in brand waardoor de koningin omkomt. Hierna grijpt de verzetsbeweging de macht. De bemanning legt vervolgens radiocontact met de Aarde. Ze horen dat er een reddingsmissie komt maar dat ze hier misschien wel meer dan een jaar op moeten wachten. De crew vindt dit geen straf aangezien ze de enige mannen op een planeet vol vrouwen zijn.

## Rolverdeling
| Acteur          | Personage                    |
| --------------- | ---------------------------- |
| Zsa Zsa Gábor   | Talleah                      |
| Eric Fleming    | Capt. Neal Patterson         |
| Dave Willock    | Lt. Mike Cruze               |
| Laurie Mitchell | koningin Yllana              |
| Lisa Davis      | Motiya                       |
| Paul Birch      | Professor Konrad             |
| Patrick Waltz   | Lt. Larry Turner             |
| Joi Lansing     | de vriendin van Larry Turner |

## Trivia
- De film werd vertoond tijdens de Nacht van de Wansmaak.
- De uniformen van de mannen werden al eerder gebruikt in de film Forbidden Planet (1956).